# 徐台榮
徐台榮（1950年—），籍貫山東，前臺灣女子籃球運動員，場上位置為中鋒，就讀嘉義商職代表學校參加南部中學籃球聯賽時被挖掘進入亞東女籃，但當時遭到母親反對，直到高中畢業後才加入亞東女籃，1968年7月正式加盟亞東女籃，與梁美雲、應莉莉、莊瑞美與陳素真被稱為亞東五虎，徐台榮總計效力亞東女籃六年，1974年7月褪下球衣到台北市銀行上班。1974年10月與同樣籃球運動員出身的哈思光結婚。1981年5月產下哈孝遠。另有女兒哈平遠。
徐台榮因為是家中第一位出生在臺灣的女孩子，於是被父親取為「台榮」，若是按照家族排名，徐台榮屬於「桂」字輩，母親原有意取為「桂英」。